# Polissulfeto de sódio
Polissulfeto de sódio é um termo geral para uma substância química com a notação Na2Sx onde o "x" refere-se ao número variável de átomos de enxofre nas moléculas que ocorrem na mistura, incluindo possibilidades de dissulfeto, trissulfeto e tetrassulfeto. É produzido por meio de uma reação de solução aquosa de hidróxido de sódio com o enxofre, a temperaturas elevadas. É altamente alcalino e extremamente corrosivo.

## Aplicações
É usado na produção de polímeros de polissulfeto, como um produto químico fungicida, como um agente de escurecimento de cobre em joalheria, como um componente de bateria de brometo de polissulfeto, como um toner em soluções fotoquímicas, e na indústria de curtume para remover pelos de peles.
É utilizado na deslignificação (remoção de lignina) na produção do celulose pelo processo de polpação Kraft.
Encontra aplicação na produção de elastômeros a partir do dicloreto de etileno.
É usado em síntese orgânica para a redução de nitrocompostos, como o m-dinitrobenzeno a m-nitroanilina.